# 13-я мотострелковая дивизия
13-я мотострелковая дивизия (13 мсд, в/ч 11903) — воинское соединение Сухопутных войск Советской армии. Находилась в составе 33-го армейского корпуса Сибирского военного округа. 
Дивизия дислоцировалась в городе Бийск Алтайского края.

## История
13-я мотострелковая дивизия сформирована летом 1960 года в г. Бийск. Её создание было связано с общим повышением оборонособности Сибирского военного округа, где на тот момент оставались только две мотострелковые дивизии: 67-я и 85-я.
Дивизия не была развёрнута до полного штата, как и все сибирские дивизии, имея сокращённый состав военнослужащих (тип «В»).
В 1989 г. переформирована в 5351-ю БХВТ. Затем БХВТ в 1991 переформирована вновь в дивизию, получив наименование расформированной в Закавказском военном округе 23-й гвардейской мотострелковой дивизии.

## Состав
- управление
- 613-й мотострелковый полк (г. Бийск);
- 620-й мотострелковый полк (г. Бийск);
- 647-й мотострелковый полк (г. Бийск);
- 368-й танковый полк (г. Бийск);
- 2193-й артиллерийский полк (г. Бийск);
- 1172-й зенитно-ракетный полк (г. Бийск);
- 680-й отдельный ракетный дивизион (г. Бийск)
- отдельный противотанковый дивизион (г. Бийск);
- 122-й отдельный разведывательный батальон (г. Бийск);
- 1159-й отдельный инженерно-сапёрный батальон (г. Бийск);
- отдельная рота химической защиты (г. Бийск);
- отдельный ремонтно-восстановительный батальон (г. Бийск);
- 1233-й отдельный батальон связи (г. Бийск);
- отдельный медицинский батальон (г. Бийск);
- отдельный батальон материального обеспечения (г. Бийск);
- ОВКР (г. Бийск).[3]